# Бахчевые культуры

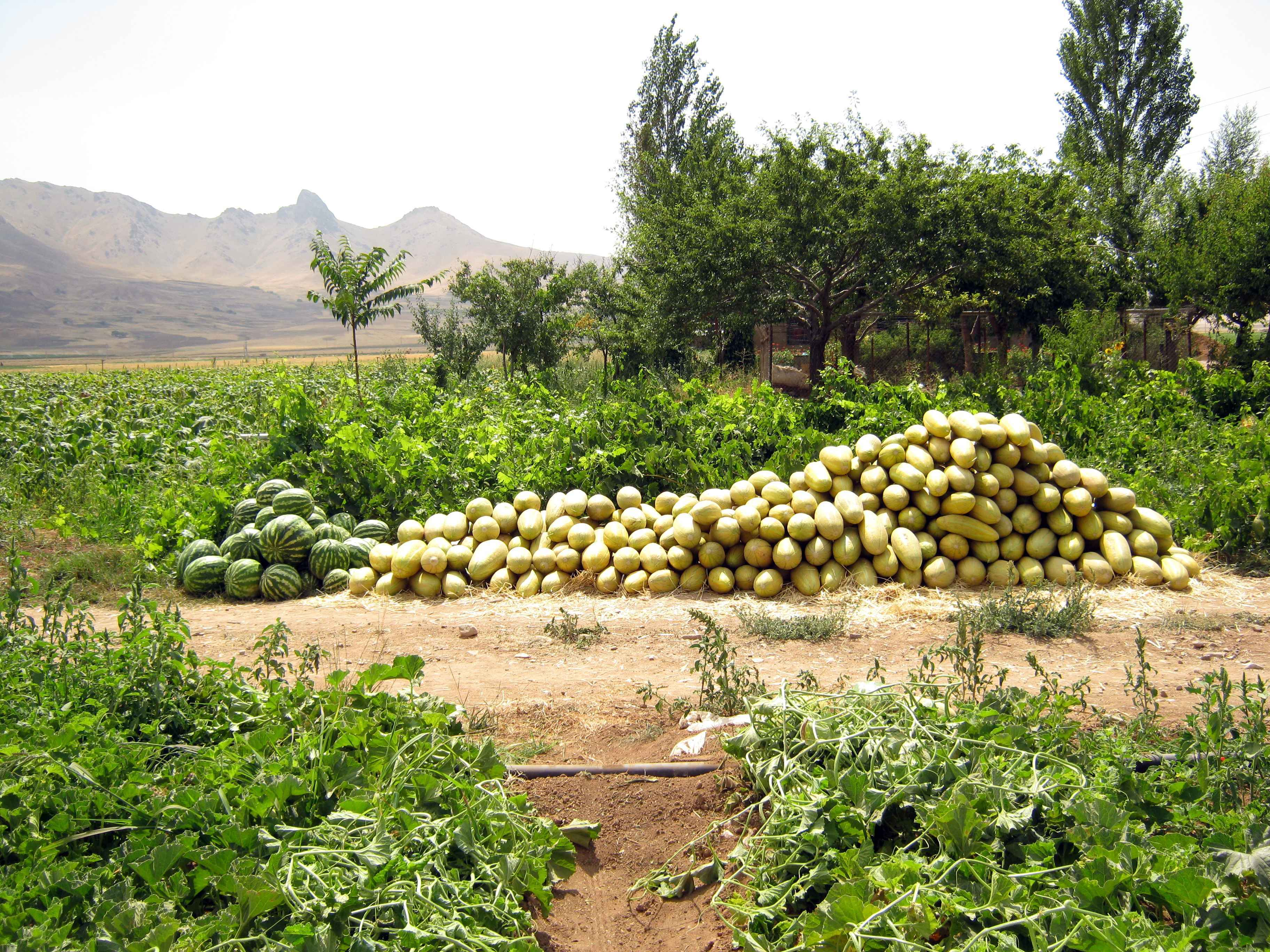
Арбузы и дыни (Иран)

Бахчевы́е культу́ры — плодовые овощные культуры, выращиваемые в определённых условиях на «бахче» (от персидского باغچه — «сад», «огород») или баштане, для пищевых, технических и кормовых целей. 
Бахчевые культуры принадлежат в основном к семейству тыквенных (Cucurbitaceae) и включают такие растения, как арбуз, дыня, тыква, кабачок и так далее. Сельскохозяйственная отрасль по выращиванию данных культур — Бахчеводство, а специалист (работник) — Бахчевод. Хозяин, содержатель или владелец бахчи́, а также сторож, караульный на бахчах — Бахче́вик, Башта́нник.

## Характеристики

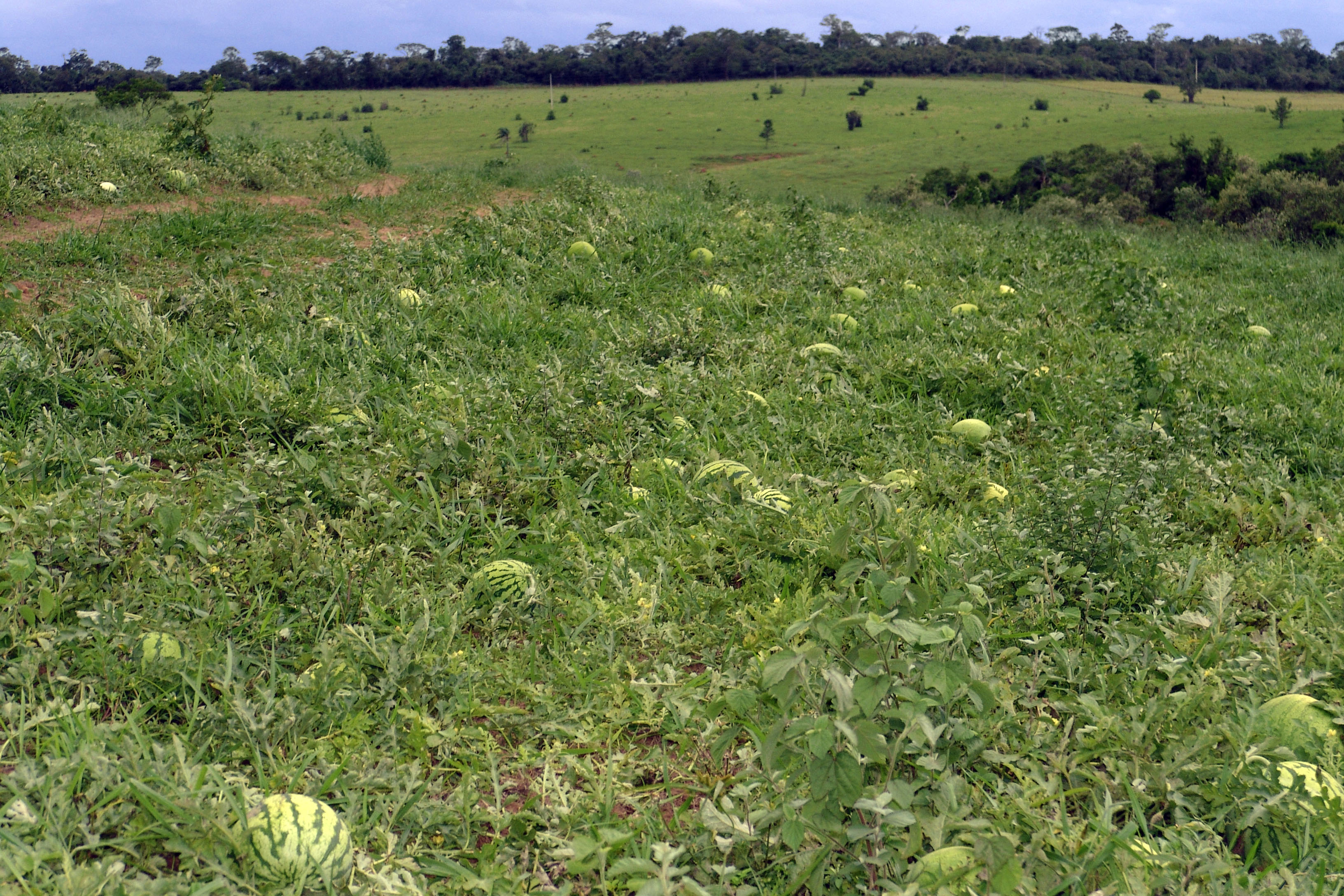
Выращивание арбузов (Бразилия)

Бахчевые культуры, как правило, массово выращиваются в областях с достаточным земельным простором и это особый участок выгонной или залежной степной земли, на участках в поле, без городьбы (не огороженных), которые называются в России «бакча́», «баштан», «бахча».
Бахчевые культуры — выходцы из тропических и субтропических стран Азии, Африки и Америки. Их плоды употребляют в пищу в свежем виде и используют как кормовые культуры, а также в медицине. Они содержат калий, кальций, натрий, магний, железо, фосфор, серу. В бахчевых культурах также содержатся витамин C, каротин, тиамин, рибофлавин. Большинство бахчевых культур имеют стелющиеся по земле длинные стебли, большие листья и крупные жёлтые цветки, но есть и кустовые формы растений.
Растения почти не боятся засухи, так как обладают мощными корнями. Для выращивания качественных продуктов нужно много тепла и солнечного света. В период созревания должно быть жарко и сухо. Для выращивания бахчи есть подходящие условия, например, в Средней Азии, Нижнем Поволжье, на Северном Кавказе, на юге Украины и в Молдове.

## История происхождения

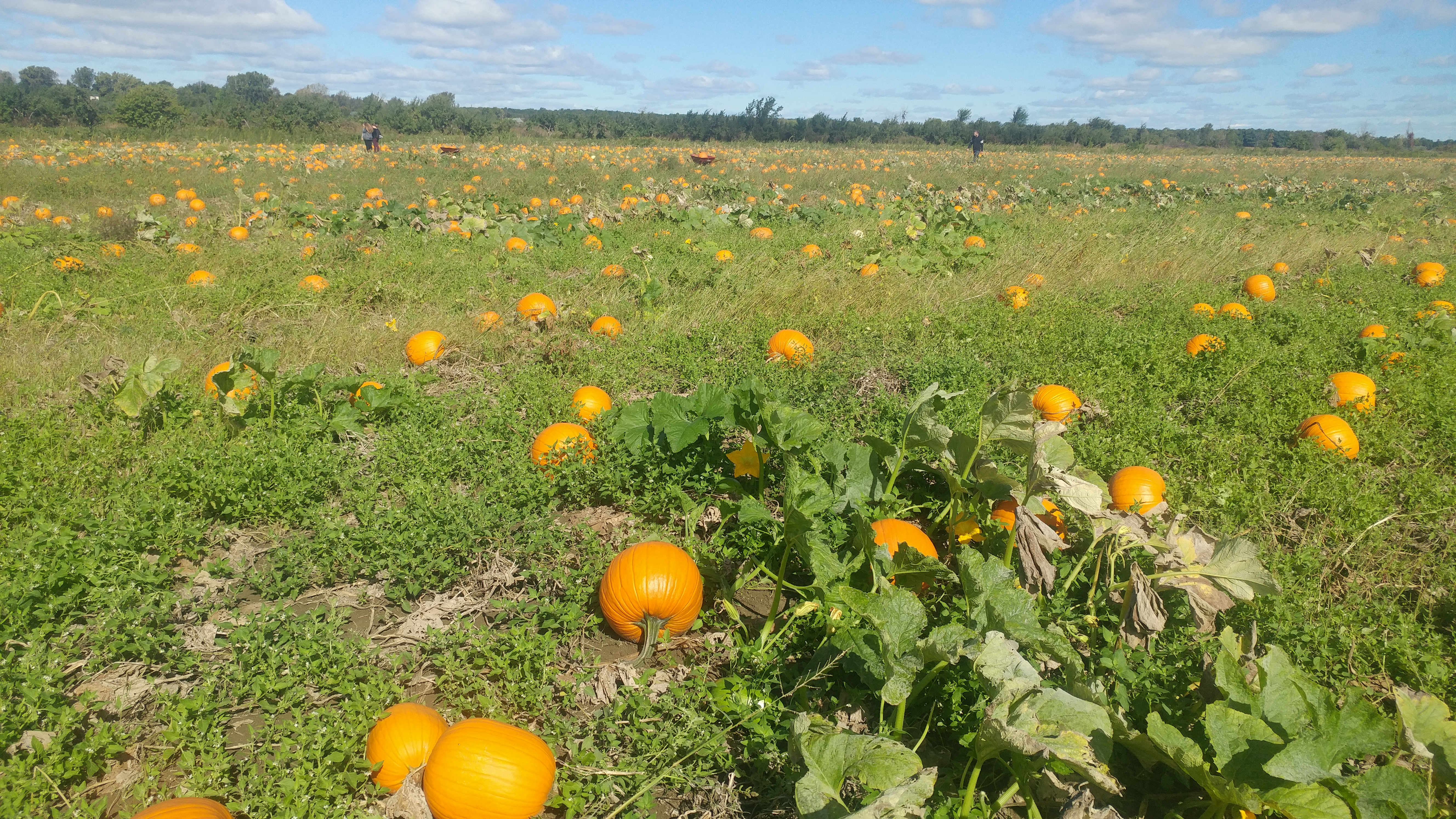
Поле тыкв (Канада)

Теплолюбивость, светолюбивость и засухоустойчивость арбуза и дыни объясняются тем, что столовый арбуз произошёл от дикого африканского арбуза, который образует заросли в пустыне Калахари. Плоды у дикого арбуза мелкие, безвкусные либо горьковатые. Дыню же вначале стали выращивать в Средней Азии и Малой Азии, где тоже тепло и сухо. Тыква более холодостойка, чем арбуз или дыня. Родина тыквы — Америка. Там произрастает более 20 видов этого растения. После того как Христофор Колумб открыл американский континент, тыкву завезли в Европу и стали выращивать во всех европейских странах, а затем в Азии.